# پارلر فمیلی
پارلر فمیلی (چکی: Parléř) معمار و مجسمه‌ساز آلمانی قرن ۱۴ بود.
 او بنیانگذار سلسله هاینریش پارلر بود.